# 龍潭三和江夏科文祖堂
24°50′49″N 121°11′36″E / 24.846978°N 121.193373°E
龍潭三和江夏科文祖堂，是位於臺灣桃園市龍潭區三和里的三合院，列桃園市歷史建築。

## 建築
乾隆四十一年（1776年），黃科文帶兒子黃德潤來臺灣開墾。黃家以製茶為生，全盛時，春秋兩季製茶時期人聲鼎沸、燈火通明，採茶工達百多人。

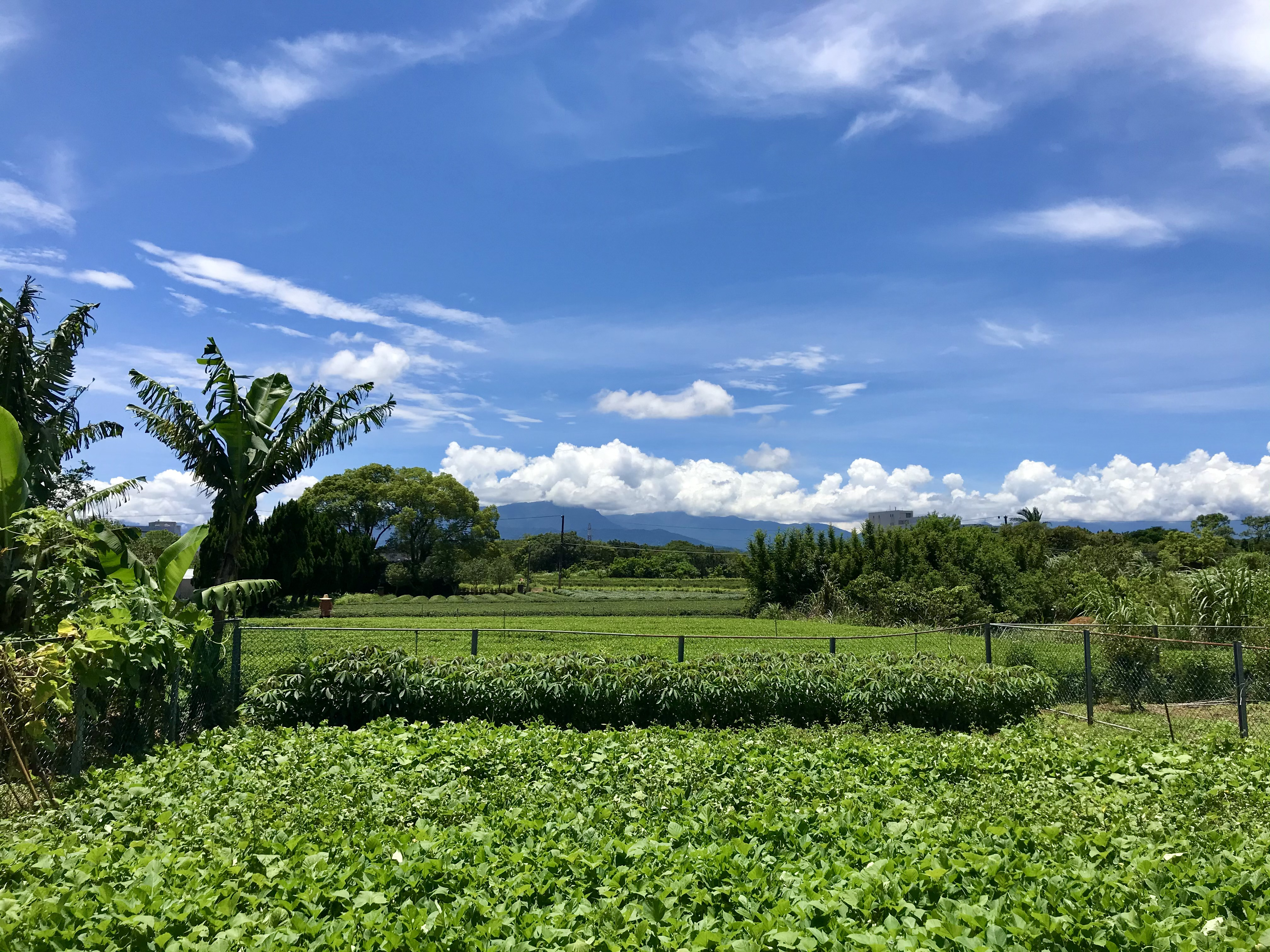
院前茶園

同治九年（1870年），黃德潤曾孫黃承興從中國大陸禮聘陳建師師傅在泥橋仔主持建造江夏科文祖堂，並雇八位石雕師開鑿千餘塊石材、從大北坑江家取得燒磚瓦作建材。子孫黃俊龍表示，先祖早年擁有廣大土地，加上有祖傳醫藥秘方，使得家財甚豐，得以建此宅院。至1886年竣工後，陳建師到大北坑為江姓人家興建江家古厝濟陽堂。
江夏科文祖堂是銅鑼圈著名的地標，基地面積200多坪，為一進四護式典型三合院。周圍有層層綠籬及牆壁有四個槍眼作防衛，並請良好關係的平埔族蕭家調派人力充當隘勇，以防未漢化的原住民。至今，蕭家依然住於附近的高原里。在材質上，相傳大北坑江家在富含鐵質的紅土參於黃土、用牛血混合均勻，製造出紅潤的磚塊，佐以不同位置不同尺寸開模製作，更在磚面以淺線雕刻，使此建物呈現剛柔並濟。
每年春節，散居各地的黃家各房世代都會派代表重返。
2003年3月25日，桃園縣定古蹟暨歷史建築審查委員會在副縣長黃敏恭帶領下，來此宅、龍潭烏樹林翁宅祖堂六桂傳香、大平紅橋會勘。2020年1月15日，桃園市政府文化局長邱莊秀美在市政會議報告桃園市公私有的文化資產修復時，提到該宅已獲中央政府補助修復工程。